# Muỗm xanh
Muỗm xanh (danh pháp khoa học: Tettigonia viridissima) là một loài côn trùng thuộc họ Muỗm. Loài này phân bố ở hầu hết châu Âu, ở phía đông Cổ Bắc giới, ở Cận Đông và Bắc Phi, đặc biệt là ở đồng cỏ, đồng cỏ, đồng cỏ và thỉnh thoảng trong vườn ở độ cao lên đến 1.800 mét (5.900 feet) trên mực nước biển.

## Mô tả

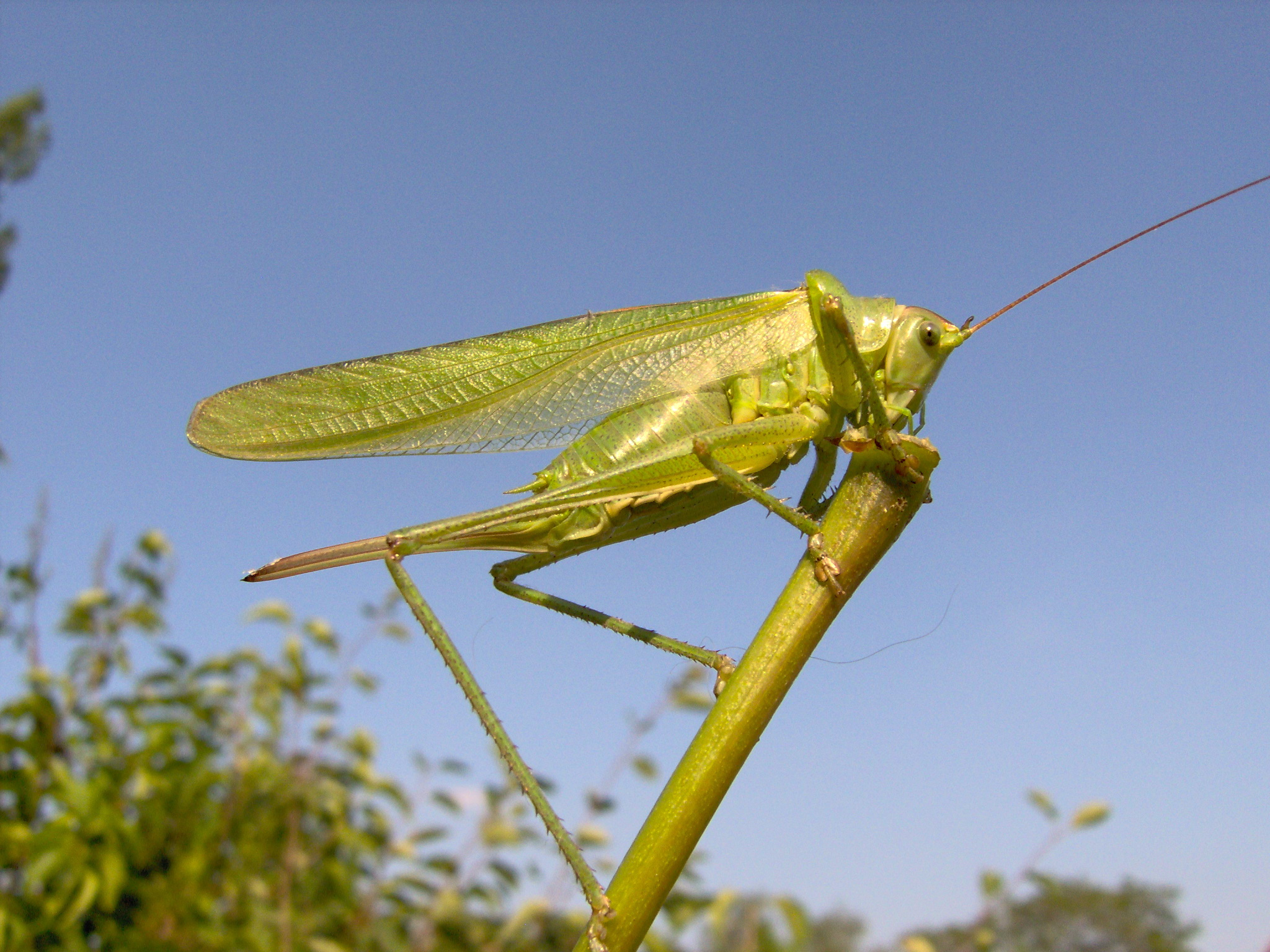
T. viridissima, con cái

Cá thể đực dài đến 28–36 milimét (1,1–1,4 in) long, còn cá thể cái dài đến 32–42 milimét (1,3–1,7 in). Loài này thường có màu xanh lá cây (nhưng có những mẫu vật hoàn toàn hơi vàng hoặc chân màu vàng), ngoài trừ dải màu rỉ sắt trên cơ thể. Cơ quan tạo tiếng kêu của con đực thường có màu nâu.